# Витвілл (Вірджинія)
Витвілл (англ. Wytheville) — місто (англ. town) в США, в окрузі Віт штату Вірджинія. Населення — 8265 осіб (2020).

## Географія
Витвілл розташований за координатами 36°57′12″ пн. ш. 81°5′18″ зх. д. / 36.95333° пн. ш. 81.08833° зх. д. (36.953385, -81.088438).  За даними Бюро перепису населення США в 2010 році місто мало площу 37,77 км², з яких 37,53 км² — суходіл та 0,24 км² — водойми.

### Клімат
| Клімат : Витвілл        | Клімат : Витвілл | Клімат : Витвілл | Клімат : Витвілл | Клімат : Витвілл | Клімат : Витвілл | Клімат : Витвілл | Клімат : Витвілл | Клімат : Витвілл | Клімат : Витвілл | Клімат : Витвілл | Клімат : Витвілл | Клімат : Витвілл | Клімат : Витвілл |
| Показник                | Січ.             | Лют.             | Бер.             | Квіт.            | Трав.            | Черв.            | Лип.             | Серп.            | Вер.             | Жовт.            | Лист.            | Груд.            | Рік              |
| Середній максимум, °C   | 5,1              | 7,5              | 12,3             | 17,7             | 22,3             | 26,2             | 28,2             | 27,8             | 24,4             | 19,1             | 13,4             | 6,9              | 17,6             |
| Середня температура, °C | −0,7             | 1,1              | 5,1              | 9,9              | 14,8             | 19,2             | 21,3             | 20,8             | 17,0             | 11,1             | 5,9              | 0,9              | 10,6             |
| Середній мінімум, °C    | −6,6             | −5,4             | −2,2             | 2,2              | 7,3              | 12,3             | 14,6             | 13,8             | 9,6              | 3,0              | −1,5             | −5,1             | 3,6              |
| Норма опадів, мм        | 74               | 71               | 82               | 82               | 104              | 91               | 95               | 87               | 81               | 68               | 69               | 71               | 975              |
| Днів з опадами          | 10,2             | 9,8              | 10,8             | 11,3             | 12,8             | 11,8             | 11,7             | 10,2             | 9,2              | 8,6              | 9,1              | 10,0             | 125,5            |
| Днів зі снігом          | 3,6              | 2,9              | 1,3              | 0,5              | 0                | 0                | 0                | 0                | 0                | 0                | 0,3              | 2,4              | 11,0             |
| ----------------------- | ---------------- | ---------------- | ---------------- | ---------------- | ---------------- | ---------------- | ---------------- | ---------------- | ---------------- | ---------------- | ---------------- | ---------------- | ---------------- |
| Джерело: NOAA           |                  |                  |                  |                  |                  |                  |                  |                  |                  |                  |                  |                  |                  |

## Демографія
Згідно з переписом 2010 року, у місті мешкало 8211 особа в 3842 домогосподарствах у складі 2175 родин. Густота населення становила 217 осіб/км².  Було 4258 помешкань (113/км²).
Расовий склад населення:
| - 89,3 % — білих - 7,4 % — чорних або афроамериканців - 0,9 % — азіатів - 0,1 % — корінних американців |

До двох чи більше рас належало 1,9 %. Частка іспаномовних становила 1,4 % від усіх жителів.
За віковим діапазоном населення розподілялося таким чином: 19,4 % — особи молодші 18 років, 57,3 % — особи у віці 18—64 років, 23,3 % — особи у віці 65 років та старші. Медіана віку мешканця становила 46,3 року. На 100 осіб жіночої статі у місті припадало 81,5 чоловіків;  на 100 жінок у віці від 18 років та старших — 77,3 чоловіків також старших 18 років.
Середній дохід на одне домашнє господарство  становив 48 742 долари США (медіана — 33 983), а середній дохід на одну сім'ю — 62 477 доларів (медіана — 53 031). Медіана доходів становила 38 560 доларів для чоловіків та 30 898 доларів для жінок. За межею бідності перебувало 23,7 % осіб, у тому числі 36,3 % дітей у віці до 18 років та 14,8 % осіб у віці 65 років та старших.
Цивільне працевлаштоване населення становило 3145 осіб. Основні галузі зайнятості: освіта, охорона здоров'я та соціальна допомога — 22,7 %, роздрібна торгівля — 17,6 %, виробництво — 14,9 %.